# Recensement de l'Empire russe de 1897
Le recensement de l'Empire russe de 1897 est le premier et unique recensement réalisé dans l'Empire russe. Il enregistra les données démographiques à la date du 15 janvier 1897 (27 janvier dans le calendrier grégorien).

## Organisation

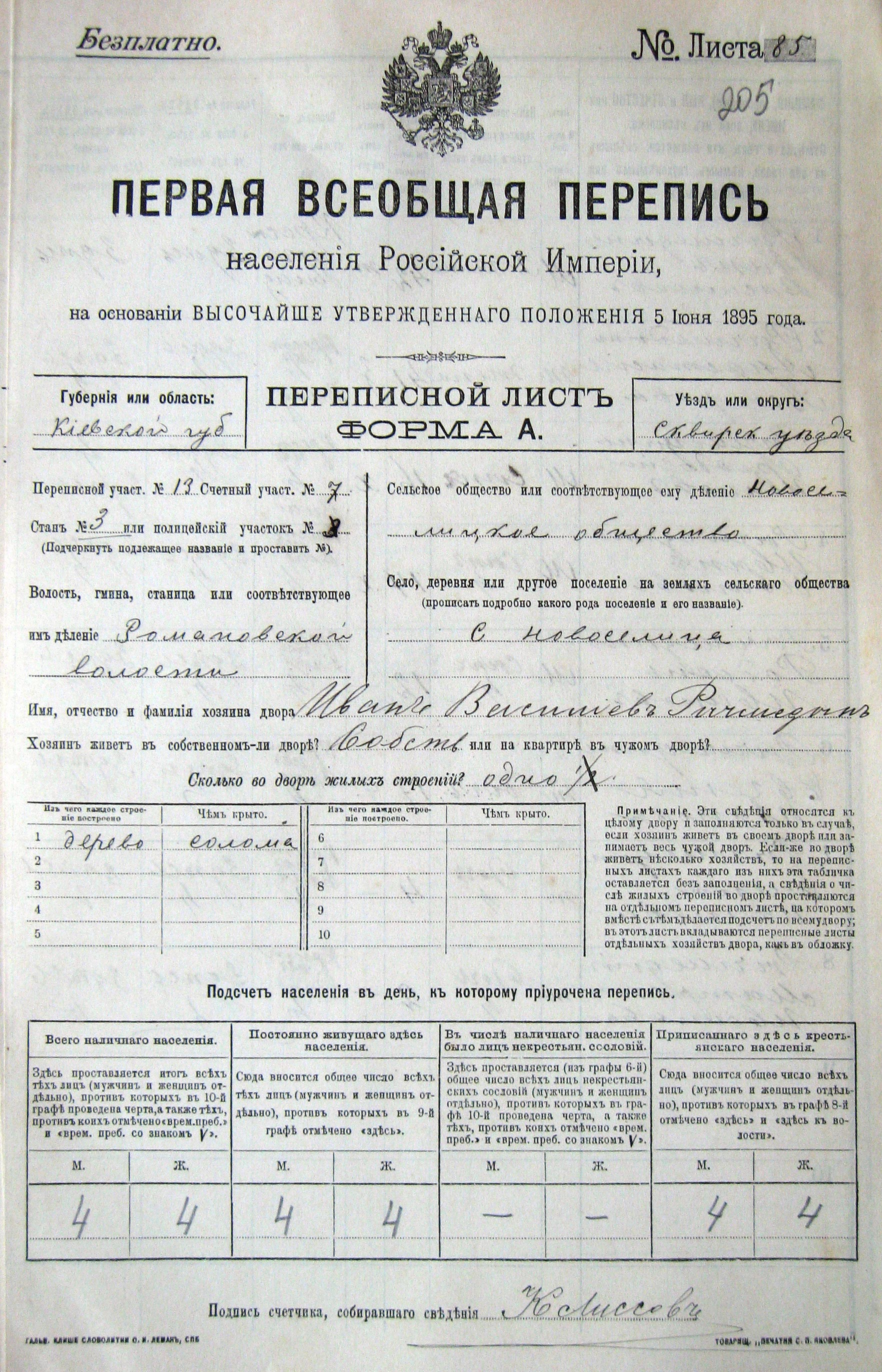
Première page d'un formulaire de recensement de l'Empire russe en 1897 dans le gouvernement de Kiev.

Le projet de recensement avait été avancé par le célèbre géographe et chef du Bureau central de statistique Piotr Semionov-Tian-Chanski en 1877. Il fut approuvé par l'empereur Nicolas II en 1895. Auparavant, le Bureau central des statistiques publiait des tableaux statistiques basés sur des listes fiscales (ревизские списки).
Le recensement se déroula en deux phases. Au cours de la première (décembre 1896 - janvier 1897) les agents recenseurs (135 000 personnes : des soldats alphabétisés, des enseignants et des prêtres) rendirent visite à tous les ménages et remplirent les questionnaires, qui furent ensuite vérifiés par les chefs locaux des bureaux de recensement. Lors de la seconde phase, le 28 décembre 1897 (9 janvier 1898 dans le calendrier grégorien), les agents recenseurs rendirent visite simultanément à tous les ménages afin de vérifier et de mettre à jour les questionnaires.
Le traitement des données prit huit ans et fut réalisé au moyen de machines à cartes Hollerith. La publication des résultats commença en 1898 pour s'achever en 1905. Au total, 119 volumes furent publiés pour les 89 gouvernements de l'Empire, plus un résumé en deux volumes.
Le deuxième recensement de Russie était prévu pour 1915, mais il fut annulé pour cause de Première Guerre mondiale. Aucun autre recensement n'eut lieu dans l'Empire russe en raison de la révolution de 1917.

## Questionnaire
Le questionnaire comportait les rubriques suivantes :
- Nom, prénom, patronyme ou surnom (прозвище)
- Sexe
- Lien avec le chef de famille ou du ménage
- Âge
- État civil
- Statut social
- Lieu de naissance
- Lieu d'enregistrement
- Lieu habituel de résidence
- Avis d'absence
- Religion
- Langue maternelle
- Capacité à lire et écrire
- Occupation (profession, métier, poste dans un bureau ou un service) principale et secondaire.

## Résultats
La population totale de l'Empire russe a été alors établie à 125 640 021 personnes, comprenant 50,2 % de femmes et 49,8 % d'hommes ; 16 828 395 (soit 13,4 %) de ces personnes habitaient les villes. L'âge médian était de 21,16 ans.
Dans les tableaux récapitulatifs du recensement, la « nationalité » est fondée sur la langue maternelle (родной язык, rodnoï iazyk) déclarée par la personne recensée.

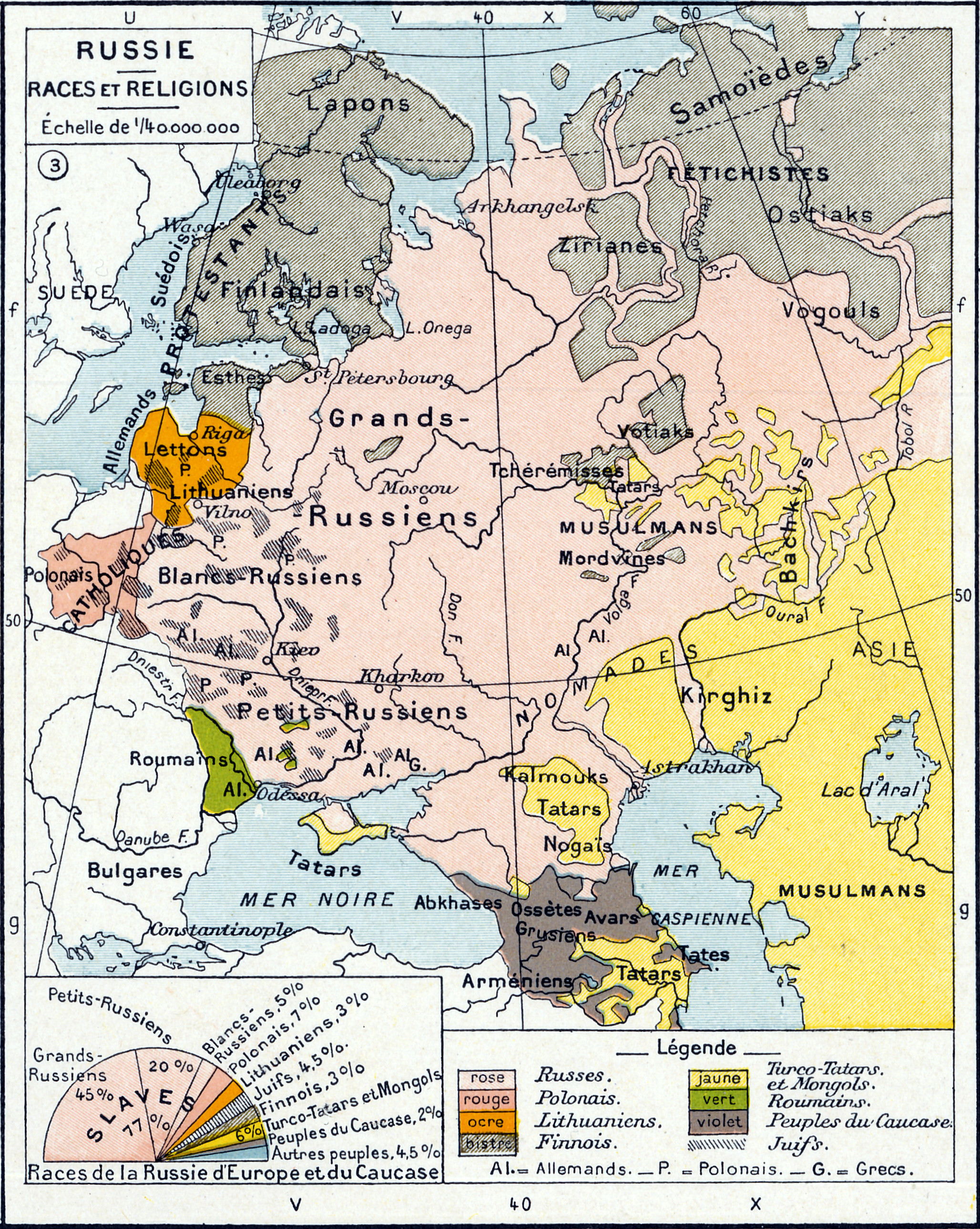
Carte ethnique de la Russie européenne avant la Première Guerre mondiale.

| Nationalité            | Proportion en % |
| Russes                 | 44,32           |
| Ukrainiens             | 17,81           |
| Peuples turcophones    | 10,82           |
| Polonais               | 6,71            |
| Juifs                  | 4,03            |
| Finnois et Estoniens   | 2,78            |
| Lituaniens et Lettons  | 2,46            |
| Allemands              | 1,46            |
| Montagnards du Caucase | 1,34            |
| Géorgiens              | 1,07            |
| Arméniens              | 0,93            |
| Iraniens               | 0,62            |
| Mongols                | 0,28            |
| Divers                 | 0,73            |
| ---------------------- | --------------- |